# 郭九臯
郭九臯（1485年—？），字鳴世，義勇前衛匠籍，直隸江都縣人，明朝政治人物。

## 生平
弘治十七年（1504年）甲子科順天鄉試第二十一名舉人。正德六年（1511年）中式辛未科會試第六十二名，登第二甲第九十一名進士。曾任直隸永平府知府。後調任陕西临洮府知府。

## 家族
曾祖郭源；祖父郭嶸；父郭祐，曾任七品散官。母孟氏。具庆下。弟九成、九萬。